# Решетник, Иван Григорьевич
Иван Григорьевич Решетник (1924-1945) — младший лейтенант Рабоче-крестьянской Красной Армии, участник Великой Отечественной войны, Герой Советского Союза (1943).

## Биография
Родился 14 сентября 1924 года в селе Васильевка (ныне — Вольное Машевского района Полтавской области Украины). После окончания неполной средней школы и школы фабрично-заводского ученичества работал на заводе в Луганске. В августе 1942 года был призван на службу в Рабоче-крестьянскую Красную Армию и направлен на фронт Великой Отечественной войны. В боях два раза был ранен.
К сентябрю 1943 года красноармеец был стрелком 360-го стрелкового полка 74-й стрелковой дивизии 13-й армии Центрального фронта. Отличился во время форсирования Десны. Одним из первых в полку переправился через Десну и принял активное участие в боях за захват, удержание и расширение плацдарма на его западном берегу. В рукопашной схватке он лично уничтожил четырёх вражеских солдат, но и сам получил ранение. Несмотря на это, остался в строю, подносил товарищам боеприпасы.
Указом Президиума Верховного Совета СССР от 16 октября 1943 года за «мужество и отвагу, проявленные при форсировании Десны» был удостоен высокого звания Героя Советского Союза с вручением ордена Ленина и медали «Золотая Звезда» за номером 3263.
В 1944 году окончил Саратовское танковое училище. 23 апреля 1945 года во время боёв за Берлин экипаж Решетника протаранил вражеский танк «Тигр», ценой своих жизней уничтожив его.
Был также награждён орденом Красной Звезды.
В честь него установлен бюст в его родном селе.